# Philippe Conticini
Philippe Conticini est un chef de cuisine et chef-pâtissier français né le 16 août 1963 à Choisy-le-Roi dans le Val-de-Marne. Distingué tant pour ses travaux sucrés que salés, il est considéré par ses pairs et par les médias comme une des figures majeures de la gastronomie contemporaine française et internationale. L'Express le considère comme un « génie de la pâtisserie » et « l'un des plus grands pâtissiers français de son époque ».
Ayant travaillé en France, aux États-Unis et au Japon, il est à l'origine de quatre innovations qui ont transformé la scène culinaire internationale. Il invente notamment en 1994 le principe des verrines qui transposent verticalement et en transparence des mets traditionnellement servis à plat.
Après avoir obtenu plusieurs récompenses et officié au sein d'établissements étoilés (La Table d'Anvers, Petrossian, etc.), il est le cofondateur et le chef pâtissier de la Pâtisserie des Rêves. Il attache une grande importance à transmettre des émotions par ses réalisations et à démocratiser le travail du goût.
Très présent dans les médias, il intervient notamment en 2012, 2013, 2014, 2015, 2017, et 2022 dans l'émission Le Meilleur pâtissier, 2018 dans Le Meilleur Pâtissier Les Professionnels, ainsi que dans l'émission Qui sera le prochain grand pâtissier ? en 2013.

## Biographie

### Jeunesse et apprentissage
Né le 16 août 1963 à Choisy-le-Roi, Philippe Conticini passe son enfance dans les cuisines de ses parents au Restaurant du Rocher à Vitry-sur-Seine, puis au Restaurant du Parc, étoilé Michelin, à Villemomble (Seine-Saint-Denis). C’est à partir de 1980 qu’il commence son apprentissage en cuisine au Trou Gascon d’Alain Dutournier (deux étoiles Michelin), peu avant de commencer la pâtisserie au Maxim’s de Roissy.
Titulaire d’un CAP en pâtisserie, glacerie et chocolat, il commence sa carrière en 1983 en tant que commis pâtissier au Gray d’Albion de Jacques Chibois (deux étoiles Michelin, 19/20 au Gault et Millau), qu’il quitte pour Peltier en 1985.

### Ascension
En mai 1986, il ouvre avec son frère Christian, lui aussi cuisinier émérite, le restaurant La Table d’Anvers (une étoile Michelin, 17/20 au Gault et Millau), dont il sera copropriétaire et chef pâtissier jusqu’en 1998. Il y change notamment les codes de la pâtisserie en y transposant des techniques d’ordinaire réservées à la cuisine (réduction des jus, cuisson minute, déglaçage, assaisonnement…).
Élu pâtissier de l’Année par le magazine Gault et Millau en 1991, il se distingue en 1994 en inventant les desserts en verrines qui selon ses propres termes lui permettent de contrôler les sensations que ressentent les convives à la dégustation et transmettre ainsi sa propre lecture des saveurs aux autres,. 
Sa notoriété grandissante l’amène à intervenir comme conseiller culinaire pour plusieurs sociétés agroalimentaires (Materne en 1995, Senoble de 2001 à 2005, Ferrero en 2005, Nestlé en 2006), et dans différents médias et manifestations afin de populariser la pâtisserie « contemporaine ». Ainsi, en 1996, il coorganise la manifestation « Des arômes et des hommes » (journée internationale autour de la pâtisserie contemporaine), cofonde l’association « Art et Dessert » (popularisation de la pâtisserie contemporaine) et commence une collaboration de deux ans avec Thuriès Gastronomie Magazine, dans lequel il publie une rubrique mensuelle. Il sera deux fois, en 1997 et en 1998, président du jury de la Finale du Championnat de France de Dessert.
En 2009, Joël Robuchon lui rend hommage en rédigeant la préface du livre «Sensations» : « Je le considère comme l’un des pâtissiers les plus doués et les plus modernes de son temps».

### Reconnaissance internationale
C’est par le biais d’une collaboration entamée en 1999 avec la Maison Petrossian, à Paris et New York, en tant que conseiller culinaire, que sa renommée va réellement dépasser les frontières françaises. Il devient  chef de cuisine chez Petrossian à Paris, enseigne à laquelle il permettra de décrocher en moins de deux ans une note de 17/20 au Gault Millau et une étoile. En 2000, il crée, toujours pour Petrossian, un nouveau concept café-boutique à New-York sur la 7e Avenue, qui lui vaut la une de la section « Dining Out » du New-York Times, ainsi que l’opportunité de rédiger huit tribunes successives dans ce journal. Il fait la une de tous les magazines de pâtisserie et de cuisine en moins de 6 mois.
Il reprend sa collaboration avec les pâtisseries Peltier, à Paris puis en 2002 à Tokyo. En janvier 2003 ; il est entraîneur de l’équipe de France Championne du Monde de Pâtisserie à Lyon. 
Il se concentre alors sur des projets personnels comme l’ouverture en 2004 de sa propre société de traiteur haut-de-gamme, Exception Gourmande (jusqu’en 2008), puis en 2009 il cofonde la Pâtisserie des Rêves qui deviendra une marque internationale en moins de 5 ans, mais qui est contrainte de déposer le bilan en 2016 victime des multiples malversations de son associé.  
De 1999 à 2014, il continue son travail de conseil pour de Grandes Maisons au Portugal, Chypre, mais aussi à Londres. Entre 2011 et 2015, Philippe Conticini est sollicité pour la réalisation de repas à Shanghai, Tokyo, New-York...
Depuis 2014, encouragé par Pierre Hermé, empereur de la pâtisserie et confiserie françaises, son ami et mentor,  il  crée puis développe à nouveau de nombreuses boutiques parisiennes à son nom ; une présence sur internet ; un atelier du goût à Gennevilliers puis à Paris où il concentre la production des pâtisseries vendues en boutique et donne des cours et master classes très onéreux ; une participation et collaboration à de multiples émissions télé, conférences, salons et démonstrations en France et à l'étranger. Il est aussi omniprésent sur les réseaux sociaux comme FaceBook et Instagram.

## Innovations introduites par Philippe Conticini
- Les verrines (1994) : il transforme le monde de la gastronomie et de la pâtisserie[8] en ayant le premier l’idée de présenter des plats et des desserts « à la verticale » dans des verres et non plus à l’horizontale dans des assiettes (présentation classique).

- La cuisine gastronomique avec des produits de grande consommation (2004) : il est un des premiers chefs à avoir travaillé avec des produits de grande consommation, soucieux de montrer que la gastronomie n’était pas réservée à une élite. Dès 1994, à  La Table d'Anvers, il utilise du Coca-cola, dont il fait une gelée dans son Cocajou[9]. Dans Tentations en 2004, il publie une recette utilisant du Nutella. Ferrero le contacte peu après et il publie l'année suivante Sensations Nutella, un livre qui utilise la pâte à tartiner éponyme. Il continue sur cette lancée en publiant Concentré de délices, dont les recettes utilisent des produits du quotidien et dont la couverture imite volontairement la fameuse conserve Campbell immortalisée par Andy Warhol. En 2007, il publie également Le Thon c'est bon, un livre de recettes dont l'ingrédient principal est le thon en conserve.

- Les classiques réinventés (2009) : il est le premier à avoir réinventé et réinterprété les grands classiques de la pâtisserie française en y mettant sa créativité, sa sensibilité, et son expérience depuis 25 ans. Notamment avec la tarte Tatin, le paris-brest ou le saint-honoré. Pour le paris-brest, il remplace le beurre par l'air pour garder une vraie structure en bouche. Cette technique est reprise aujourd'hui partout en France et à l'étranger.

- Le bar à choux (2010) : il lance en France le concept des « bars à choux » dont le montage express sur les lieux de dégustation permet une structure de textures (entre crème et pâte à chou) et de goûts (entre craquelin, crème principale et insert) en mesure de restituer l’intégralité des qualités gustatives de ce produit loin du lieu de fabrication. Depuis, le chou connait un succès grandissant et est en passe de devenir la nouvelle pâtisserie de référence après le macaron et les cupcakes[10].
- La pâte à chou (2014): en partant de la technique de base traditionnelle de la pâte à chou qui est devenue sa spécialité, il élargit de manière significative le champ des possibilités en travaillant aussi bien sur les structures que sur les types de cuisson ou les différences de température. La pâte à chou devient moelleuse, croustillante, fondante ou crémeuse, créant ainsi de nouvelles sensations gustatives.
- Septembre 2015, Philippe Conticini rédige une double page dans le magazine Fou de Pâtisserie où il parle des codes d’assaisonnements (par l’air, la matière, la condimentation, etc.)
- En 2015 - 2016 il anime des ateliers sur le goût plusieurs fois par mois dans son propre laboratoire.

## Titres et récompenses

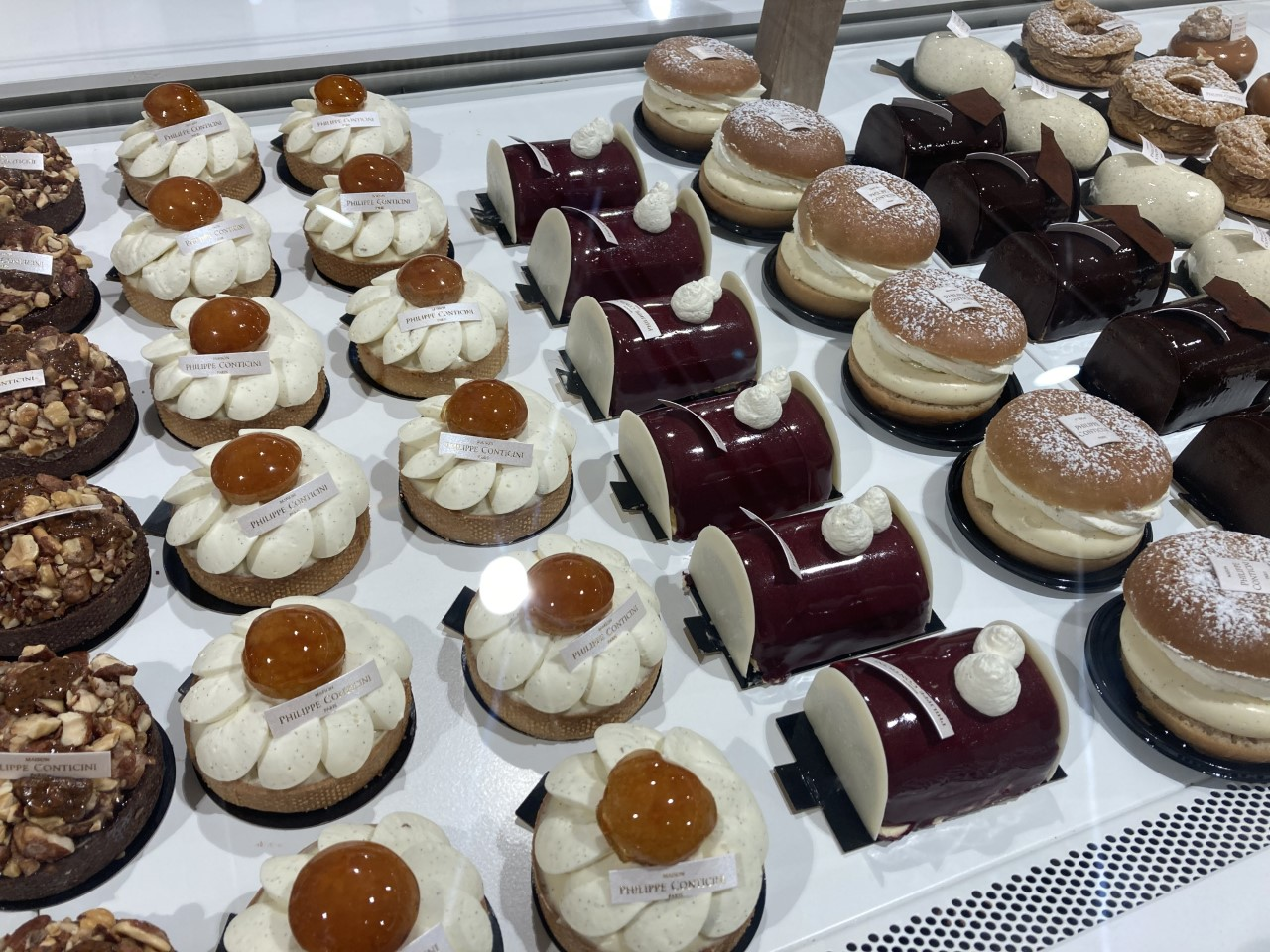
Petits gâteaux de Philippe Conticini.

- Élu Pâtissier de l’année par le Gault et Millau en 1991
- 17/20 au Gault et Millau et 1 étoile Michelin pour le restaurant La Table d’Anvers en 1986 (Paris 9e)
- Distingué parmi les Espoirs de l'année 2001 par le Guide Gault et Millau
- 17/20 au Gault et Millau et 1 étoile Michelin pour le restaurant Petrossian en 2002 (Paris 7e)
- Entraîneur de l’équipe de France de pâtisserie couronnée Championne du Monde en 2003
- Membre d’honneur de l’Académie Nationale de Cuisine en mai 2003
- En 2004, son livre Tentations est élu « meilleur livre de Chef au monde » à Stockholm
- Couronné meilleur Paris-Brest de Paris par Le Figaro en 2010
- Président du jury de dégustation du concours Charles Proust en 2012 [11]
- Président de la 40e édition du Championnat de France du Dessert en 2014

## Décorations
- Chevalier de l'ordre national du Mérite (14 mai 2004)[12].
- Chevalier de l'ordre des Arts et des Lettres (2015)[13].

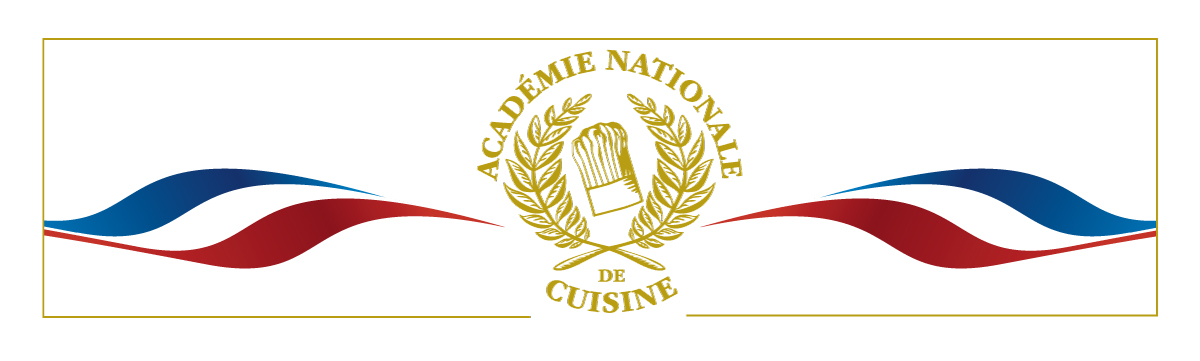
Ruban Médaille de l'Académie nationale de cuisine

- Ruban Médaille de l'Académie nationale de cuisine Académicien de l’Académie nationale de cuisine

## Publications et apparitions médiatiques

### Presse
- Thuriès Gastronomie Magazine : auteur d’une rubrique mensuelle (Tanganyika) de 1996 à 1998
- The New-York Times : auteur de 8 tribunes (1 par semaine) en 2001
- Zeste : auteur d’une rubrique de 5 pages dans chaque numéro à partir de septembre 2012.
- En 2015 il a une rubrique dans le magazine bimensuel Fou de Pâtisserie sur l’harmonie du goût.

### Télévision
À partir de 2006, il conçoit et anime une émission de télévision, « Jeux de Goûts », produite et multi-diffusée par les chaînes Odyssée et Cuisine TV.
Le concept de ce programme consiste à expliquer comment il est possible de trouver le meilleur assaisonnement à partir d’ingrédients peu onéreux et facilement accessibles dans la grande distribution, donnant au cuisinier peu expérimenté la possibilité de concevoir un assaisonnement de qualité par le travail du goût.
Il apparait en 2013 dans les émissions Qui sera le prochain grand pâtissier ? sur France 2, Master Chef sur TF1 et lors de la finale de l'émission Le Meilleur pâtissier en 2013, 2014, 2015 et 2017 sur M6.
En 2017, il compose le jury de l'émission Le Meilleur pâtissier édition "Les professionnels" sur M6 en compagnie de Pierre Hermé, Audrey Gellet et Cyril Lignac, à deux reprises.
Il est invité régulièrement dans de nombreuses radios comme France Inter, Europe 1, RTL, ainsi que sur de nombreux plateaux télé avec TF1, France2, LCI et diverses chaines du câble.

## Pâtisseries
- 20 avril 2017, Ouverture de la première boutique "Gâteaux d'émotions" au Japon, à Ginza.
- Avril 2018, ouverture de la deuxième boutique à Paris.